# شاهزاده هیساآکی
شاهزاده هیساآکی (به ژاپنی: 久明親王 Hisaaki); ۱۹ اکتبر ۱۲۷۶ – ۱۶ نوامبر ۱۳۲۸) هشتمین شوگون از شوگون‌سالاری کاماکورا اهل ژاپن بود. وی حاکم اسمی ژاپن بود. در این دوره کشور توسط خاندان هوجو حکمرانی می‌شد. شاهزاده هیساآکی پدر جانشین خود شاهزاده موریکونی بود. وی پسر امپراتور گو-فوکاکوسا و برادر کوچکتر امپراتور فوشیمی بود.
«هیساآکی شینو» هشتمین شوگون کاماکورا بود که توسط خاندان هوجو که پس از مرگ اولین شوگون، میناموتو نو یوریتومو بر شوگون‌سالاری کاماکورا حکومت می‌کردند، منصوب شد. خاندان هوجو خودشان تبدیل به یک شوگون نشدند، بلکه از شوگون‌های جوان حمایت می‌کردند و آنها به عنوان شیکن (مقاماتی که به شوگون کمک می‌کرد) به اداره شوگون‌سالاری ادامه می‌دادند.
با این حال، با گذشت زمان، یک درگیری شدید بر سر قدرت بین توکوسو (قوی‌ترین خانواده در خاندان هوجو که قدرت ارثی شیکن را به ارث می‌برد) و سایر خاندان‌ها و گوکه‌نین‌ها شروع شد. همچنین در آن زمان دو جناح در دربار امپراتوری بر سر تاج و تخت امپراتور با هم درگیر بودند. در چنین وضعیت آشفته‌ای، شاهزاده هیساآکی رانده شد تا هشتمین شوگون شوگون‌سالاری کاماکورا شود.
شاهزاده هیساآکی ششمین پسر هشتاد و نهمین امپراتور، امپراتور گوفوکاکوسا است. در آن زمان دربار امپراتوری به دو دسته تقسیم شده بود که روی در روی یکدیگر بودند.
فردی که این روند را آغاز کرد، هشتاد و هشتمین امپراتور امپراتور گو-ساگا (پدر امپراتور امپراتور گو-فوکاکوسا) بود.
امپراتور گو-ساگا پس از چهار سال بر تخت سلطنت، تاج و تخت را به پسرش، امپراتور گو-فوکاکوسا واگذار کرد تا «امپراتور بازنشسته» شود (جوکو: عنوان افتخاری پس از استعفا از سمت امپراتور) و آغاز به کار سیستم اینسی شد. از این زمان در دوره هی‌آن به بعد، امپراتور بازنشسته، نه امپراتور، قدرتمندترین فرد در دربار امپراتوری بود.
با این حال، پس از کناره‌گیری از تاج و تخت، امپراتور گو-ساگا برادر کوچکتر خود، شاهزاده امپراتوری  تسونه‌هیتو (امپراتور کامه‌یاما) را که شش سال کوچکتر بود، زیباتر یافت، بنابراین امپراتور گو-فوکاکوسا را مجبور به کناره‌گیری از تاج و تخت کرد و نودمین امپراتور امپراتور کامه‌یاما را به دنیا آورد.
در این زمان امپراتور گوفوکاکوسا (امپراتور بازنشسته گوفوکاکوسا پس از کناره‌گیری از سلطنت) ۱۷ ساله و امپراتور کامه‌یاما ۱۱ ساله بود. این منجر به ایجاد دو جناح شد: جناح بازنشسته امپراتور گوفوکاکوسا و جناح امپراتور کامه‌یاما. در آن زمان، جناح بازنشسته امپراتور گوفوکاکوسا، جناح جیمیوئین، و جناح امپراتور کامه‌یاما، جناح دایگاکوجی نامیده می‌شد، بر اساس مکانی که هر دو امپراتور در آن زندگی می‌کردند، نبرد شدید بین برادران برای این موقعیت آغاز شد.
در سال ۱۲۷۴، امپراتور کامه‌یاما تاج و تخت را به پسرش، نود و یکمین امپراتور امپراتور گو-اودا، واگذار کرد. امپراتور بازنشسته گو-فوکاکوسا که از این امر ناراضی بود، از شوگون‌سالاری درخواست کرد تا کاری در این مورد انجام دهند. با این حال، حکومت شوگون در آن زمان از در این امر دخالت نکرد، زیرا در پاسخ به اولین حمله از حمله مغول به ژاپن بود.
شیکن هشتم، هوجو توکیمونه، از تصمیم‌گیری روشن اجتناب کرد و دستور داد که امپراتور به‌طور متناوب منصوب شود. در طول نیم قرن بعد، امپراتوران از هر جناح تقریباً به‌طور متناوب بر تخت سلطنت نشستند. به این  ریوتو تسوریتسو می‌گویند.
در این شرایط، هر دو طرف به دنبال تقویت روابط خود با شوگون‌سالاری بودند تا حتی کوچک‌ترین مزیتی برای جناح‌های خود به دست آورند. پس از آنکه هفتمین شوگون، شاهزاده امپراتوری کوره‌یاسو، به ظن شورش در سال ۱۲۸۹ به پایتخت فرستاده شد، شاهزاده ۱۴ ساله امپراتوری هیساآکی به عنوان هشتمین شوگون مورد استقبال قرار گرفت، اما شاهزاده هیساآکی بعداً درگذشت امپراتور بازنشسته فوکاکوسا و برادر کوچکتر نود و دومین امپراتور فوشیمی به شاهزاده امپراتوری برای جانشینی بازگشت. اعتقاد بر این است که این امر از طریق لابی کردن جناح جیمیوئین به دست آمد که هدف آن تقویت روابط با شوگون‌سالاری بود.

## شوگون‌سالاری در سردرگمیشورش هیزنمون‏
از سوی دیگر، جنگ قدرت شدیدی در درون شوگون‌سالاری وجود داشت. در آن زمان، خاندان آداچی، یک ملازم با نفوذ که از اوایل دوره کاماکورا در قدرت بود، بعد از خاندان هوجو دومین خاندان قدرتمند در شوگون‌سالاری بود.
در حالی که ملازمان قدرتمندی مانند خاندان هیکی و خاندان میئورا که با خاندان هوجو دشمنی کردند و نابود شدند، خاندان آداچی با خاندان هوجو ارتباط برقرار کرد و باقی ماند. دختر آداچی یاسوموری، رئیس خانواده در این زمان، همسر هوجو توکیمونه بود.
در سال ۱۳۰۱ (شوآن ۳)، هوجو ساداتوکی با دیدن دنباله‌دار هالی که بر فراز کاماکورا پرواز می‌کرد، سمت شیکن را به پسر عموی خود هوجو موروتوکی سپرد و راهب شد. با این حال، درست مانند دربار امپراتوری که قدرت خود را به عنوان یک امپراتور بازنشسته حتی پس از کناره‌گیری از تاج و تخت حفظ کرد، هوجو ساداتوکی حتی پس از راهب شدن، همچنان قدرت سیاسی واقعی را در اختیار داشت.
در سال ۱۳۰۵ (سال سوم از دوران کاگن)، هوجو توکیمورا عضو درجه دوم خاندان هوجو، کشته شد. در ابتدا شایعه شد که این دستور شاهزاده هیساآکی امپراتوری است، اما شاهزاده هیساآکی هیچ دلیلی برای کشتن رنساین نداشت. بعداً مشخص شد که هوجو مونه‌کاتا، پسر عموی هوجو ساداتوکی، با هدف به دست آوردن موقعیت ارسال کننده مرتکب این جنایت شده است.
در نتیجه هوجو مونه‌کاتا نیز کشته شد. این شورش کاگن نامیده می‌شود، پس از نام دوره ای که در آن حادثه رخ داد. در نتیجه این سلسله اغتشاشات، تمام افراد قدرتمند اطراف شیکن هوجو ساداتوکی ناپدید شدند و قدرت او تقویت شد. با این حال، در همان زمان، نفوذ گوکه‌نین‌ها نیز نسبتاً قوی شد.

## ژنرال شاعر صلح طلب
با وجود این آشفتگی بین دربار امپراتوری و حکومت شوگون، شاهزاده امپراتوری هیساآکی زندگی مسالمت آمیزی داشت.
در آن زمان، شعر واکا در میان سامورایی‌های کاماکورا رواج داشت و شاهزاده هیساآکی نقش اصلی را در دنیای شعر کاماکورا ایفا می‌کرد و بسیاری از ملازمان خود را در محل اقامت خود جمع می‌کرد و میهمانی‌های شعر برگزار می‌کرد.
علاوه بر این، شاهزاده هیساآکی استعداد بسیار خوبی در شعر واکا داشت، از جمله شینگوسن واکاشو، گیوکویو واکاشو و شوکوسنزای واکاشو (۲۲ شعر در هشت چوکوسن واکاشو (مجموعه اشعار واکا که به دستور امپراتور گردآوری شده است).

## رفتن به پایتخت برای تغییر نسل
روزهای صلح دیری نپایید و در سال ۱۳۰۸ (سال اول عصر انکی)، شاهزاده هیساآکی امپراتوری توسط خاندان هوجو از سمت خود به عنوان شوگون خلع شد و به پایتخت بازگردانده شد.
کاماکورا شوگون، سلف او، شاهزاده امپراتوری مونه‌تاکا، و سلف او، شاهزاده امپراتوری کوره‌یاسو، هر دو مظنون به خیانت بودند و با آنها مانند جنایتکاران رفتار می‌شد و از کاماکورا بیرون رانده می‌شدند، در حالی که مشکل شاهزاده امپراتوری هیساآکی فقط این بود که ۳۱ سال داشت و زمان آن فرا رسیده بود که او با شوگون بعدی جایگزین شود. به همین دلیل، حتی پس از اعزام شاهزاده امپراتوری هیساآکی به پایتخت، روابط با شوگون‌سالاری همچنان خوب بود و هنگامی که شاهزاده امپراتور هیساآکی در سال ۱۳۲۸ درگذشت (کارکی ۳)، شوگون‌سالاری مراسم بزرگی را در کاماکورا برگزار کردند.
از سوی دیگر، سیاست‌های شوگون‌سالاری توسط گروهی به نام میئوچی بیتو ja:御内人 منصوب شده توسط توکوسو تعیین می‌شد. در آن زمان، بالاترین مقام یک فرمانده نظامی به نام تایرا نو یوریتسونا بود. برای تایرا نو یوریتسونا، آداچی یاسوموری، که به عنوان یکی از خویشاوندان خاندان هوجو دارای اقتدار بود، چیزی بیش از یک دردسر نبود.
بنابراین، تایرا نو یوریتسونا شروع به حرکت برای از بین بردن خاندان آداچی کرد. هنگامی که هوجو توکیمونه در سال ۱۲۸۴ درگذشت، پسرش هوجو ساداتوکی در سن ۱۴ سالگی نهمین شیکن شد.
سال بعد، تایرا نو یوریتسونا به هوجو ساداتوکی اطلاع داد که آداچی یاسوموری در حال برنامه‌ریزی برای شورش است. هوجو ساداتوکی که چیزی نمی‌دانست تعجب کرد و دستور به انقیاد آداچی یاسوموری داد.
در پاسخ به این، تایرا نو یوریتسونا تمام خانواده خود از جمله آداچی یاسوموری را کشت. به این حادثه شیموتسوکی سودو می‌گویند.